# Hilara shatalkini
Hilara shatalkini är en tvåvingeart som beskrevs av Straka 1987. Hilara shatalkini ingår i släktet Hilara och familjen dansflugor. Inga underarter finns listade i Catalogue of Life.